# Mount Inderbitzen
Mount Inderbitzen ist ein über 2600 m hoher Berg im westantarktischen Ellsworthland. Er ragt 19 km südsüdöstlich des Mount Craddock und 2,5 km südlich des Mount Milton im südlichen Teil der Sentinel Range des Ellsworthgebirges auf.
Der United States Geological Survey kartierte ihn anhand eigener Vermessungen und Luftaufnahmen der United States Navy zwischen 1957 und 1959. Das Advisory Committee on Antarctic Names benannte ihn 1994 nach Anton Louis Inderbitzen (* 1935), der in mehreren Positionen bei der National Science Foundation und dem United States Geological Survey tätig und dabei unter anderem für die Planung und Koordination der wissenschaftlichen Aktivitäten im Rahmen des United States Antarctic Program verantwortlich war.